# Métropole de Lyon
Lyon nagyváros (Métropole de Lyon (IPA: [metʁoˈpɔl dəˈljɔ̃]) avagy Nagy-Lyon (franciául Grand Lyon, IPA: [ɡʁɑ̃ˈljɔ̃]) francia különleges státuszú területi önkormányzat (collectivité territoriale à statut particulier). Székhelye (prefektúrája) Lyon.
2015. január 1-én vált ki a Rhône megyéből. A különleges státusza értelmében a hatáskörének egy részét az előzőleg fennálló Grand Lyon városi közösségtől (communauté urbaine), másik részét a Rhône megyétől örökölte. Szervei, például az önkormányzata (conseil de métropole) és az elnöksége a megyékre vonatkozó szabályok szerint működnek, azonban olyan kötelezettségei is vannak, mint egy agglomerációs községtársulásnak (communauté d'agglomération). Az állami szervek helyi szerkezetén belül a Rhône megyével egyetlen megyei körzetet alkot (circonscription départementale), ezért a Rhône megyével együtt még mindig 69 a kódja (irányítószám, rendszámtáblák stb.).

## Városok

Nagy-Lyon térképe

A megye legnagyobb városai 2011-ben:
| Település        | Népesség |
| ---------------- | -------- |
| Lyon             | 491 268  |
| Villeurbanne     | 145 150  |
| Vénissieux       | 59 855   |
| Caluire-et-Cuire | 41 209   |
| Saint-Priest     | 41 964   |
| Vaulx-en-Velin   | 41 421   |
| Bron             | 38 717   |

| - Albigny-sur-Saône - Bron - Cailloux-sur-Fontaines - Caluire-et-Cuire - Champagne-au-Mont-d’Or - Charbonnières-les-Bains - Charly - Chassieu - Collonges-au-Mont-d’Or - Corbas - Couzon-au-Mont-d’Or - Craponne - Curis-au-Mont-d’Or - Dardilly - Décines-Charpieu - Écully - Feyzin - Fleurieu-sur-Saône - Fontaines-Saint-Martin - Fontaines-sur-Saône - Francheville - Genay - Givors - Grigny - Irigny - Jonage - Limonest - Lissieu - Lyon - Marcy-l’Étoile | - Meyzieu - Mions - Montanay - La Mulatière - Neuville-sur-Saône - Oullins - Pierre-Bénite - Poleymieux-au-Mont-d’Or - Quincieux - Rillieux-la-Pape - Rochetaillée-sur-Saône - Saint-Cyr-au-Mont-d’Or - Saint-Didier-au-Mont-d’Or - Saint-Fons - Sainte-Foy-lès-Lyon - Saint-Genis-Laval - Saint-Genis-les-Ollières - Saint-Germain-au-Mont-d’Or - Saint-Priest - Saint-Romain-au-Mont-d’Or - Sathonay-Camp - Sathonay-Village - Solaize - Tassin-la-Demi-Lune - La Tour-de-Salvagny - Vaulx-en-Velin - Vénissieux - Vernaison - Villeurbanne |  |
| | |  |

## Galéria

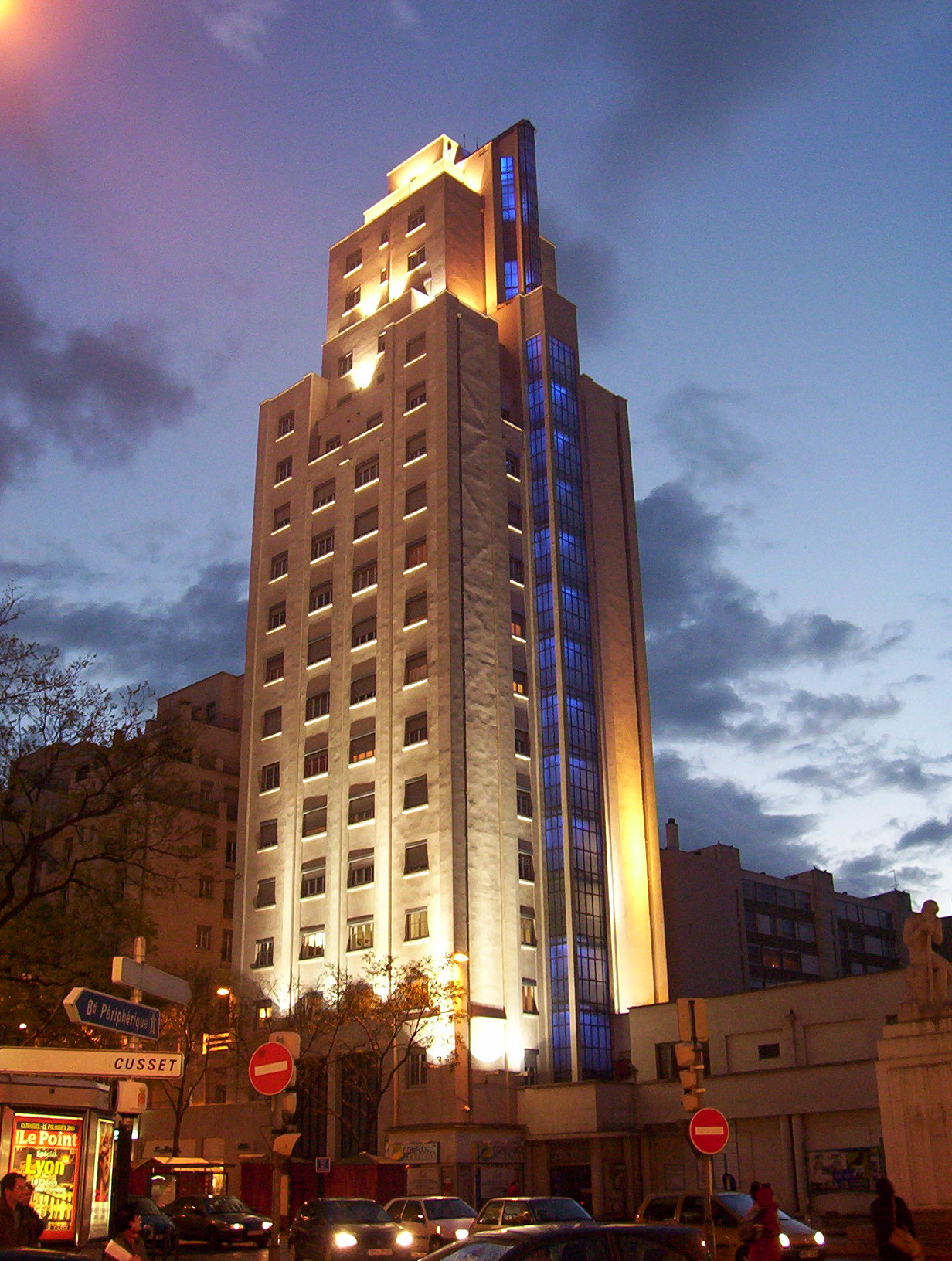
Villeurbanne
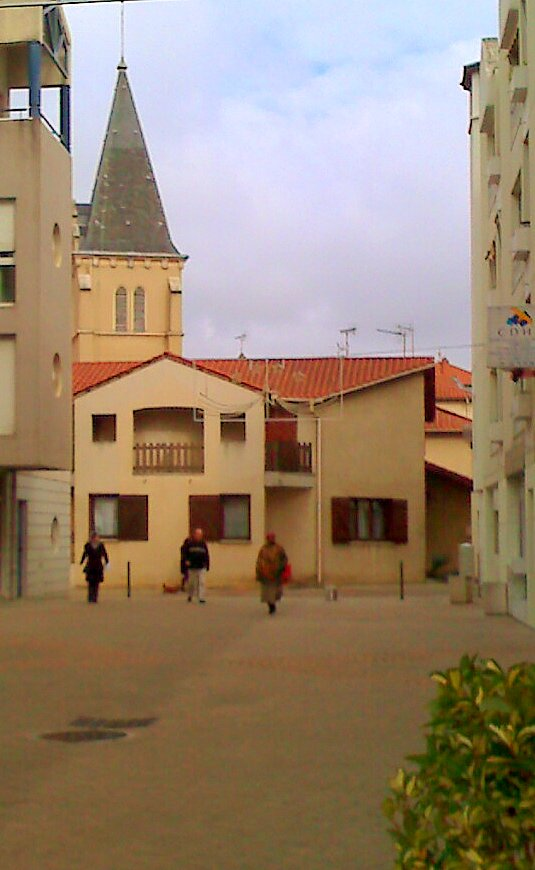
Vénissieux
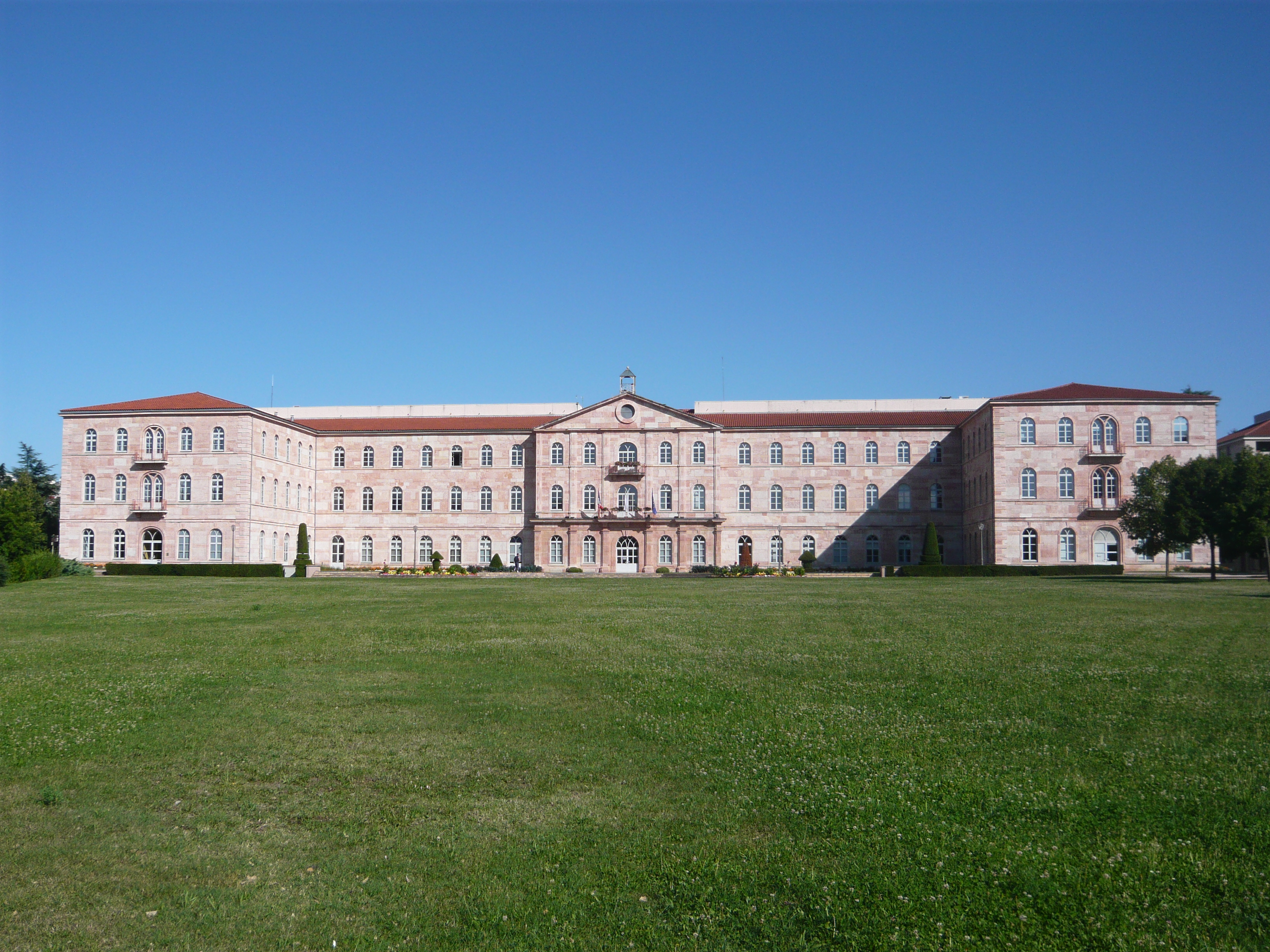
Caluire-et-Cuire